# Voyage au bout du charbon
 (octobre 2010).
Pour plus de détails, voir Fiche technique et Distribution.
Voyage au bout du charbon est un web-documentaire réalisé par le photographe Samuel Bollendorff et Abel Ségrétin et produit par Honkytonk Films sur la face cachée du “miracle économique” du charbon en Chine. Construit sur le principe des « livres dont vous êtes les héros », le reportage interactif  emmène  l’internaute à la rencontre des mineurs de la province chinoise du Shanxi et permet de comprendre comment vivent - et meurent - les mineurs chinois, et quel désastre environnemental provoque la première source énergétique chinoise.

## Distinctions

### Récompenses
- Prix de l’œuvre interactive 2009 - SCAM[3] (mention spéciale du jury)

### Sélections
- IDFA Doclab, Amsterdam – Novembre 2008[4]
- Cinema du Réel, Paris – Mars 2009
- South by Southwest, Austin TX – Mars 2009
- Festival Visions du Réel, Nyon, Switzerland – Avril 2009
- Sunny Side of The Doc, La Rochelle, France – Juin 2009
- Festival des 4 Ecrans, Paris, France – Octobre 2009
- Sheffield Doc/Fest, Sheffield, UK – Novembre 2009